# Portrait d'Ambroise Vollard au chat
Vous pouvez aider à l'améliorer ou bien discuter des problèmes sur sa page de discussion.
- Il ne cite pas suffisamment ses sources. Vous pouvez indiquer les passages à sourcer avec {{référence nécessaire}} ou {{Référence souhaitée}}, et inclure les références utiles en les liant aux notes de bas de page. (Marqué depuis avril 2024)
- Certaines informations devraient être mieux reliées aux sources mentionnées dans la bibliographie ou les liens externes. Améliorez sa vérifiabilité en les associant par des références. (Marqué depuis avril 2024)

- Archive Wikiwix
- Bing
- Cairn
- DuckDuckGo
- E. Universalis
- Gallica
- Google
- G. Books
- G. News
- G. Scholar
- Persée
- Qwant
- (zh) Baidu
- (ru) Yandex
- (wd) trouver des œuvres sur Wikidata

Pour les articles homonymes, voir Vollard.
Portrait d'Ambroise Vollard au chat est un tableau du peintre français Pierre Bonnard réalisé vers 1924. Cette huile sur toile est un portrait d'Ambroise Vollard, marchand d'art que l'artiste a représenté plusieurs fois, notamment dans Ambroise Vollard, déjà avec un chat. L'œuvre est conservée au Petit Palais, à Paris.
Autour de Vollard se remarquent plusieurs œuvres d'art par d'autres maîtres, parmi lesquelles le Portrait du peintre Alfred Hauge par Paul Cézanne et les Femmes allongées d'Auguste Renoir.

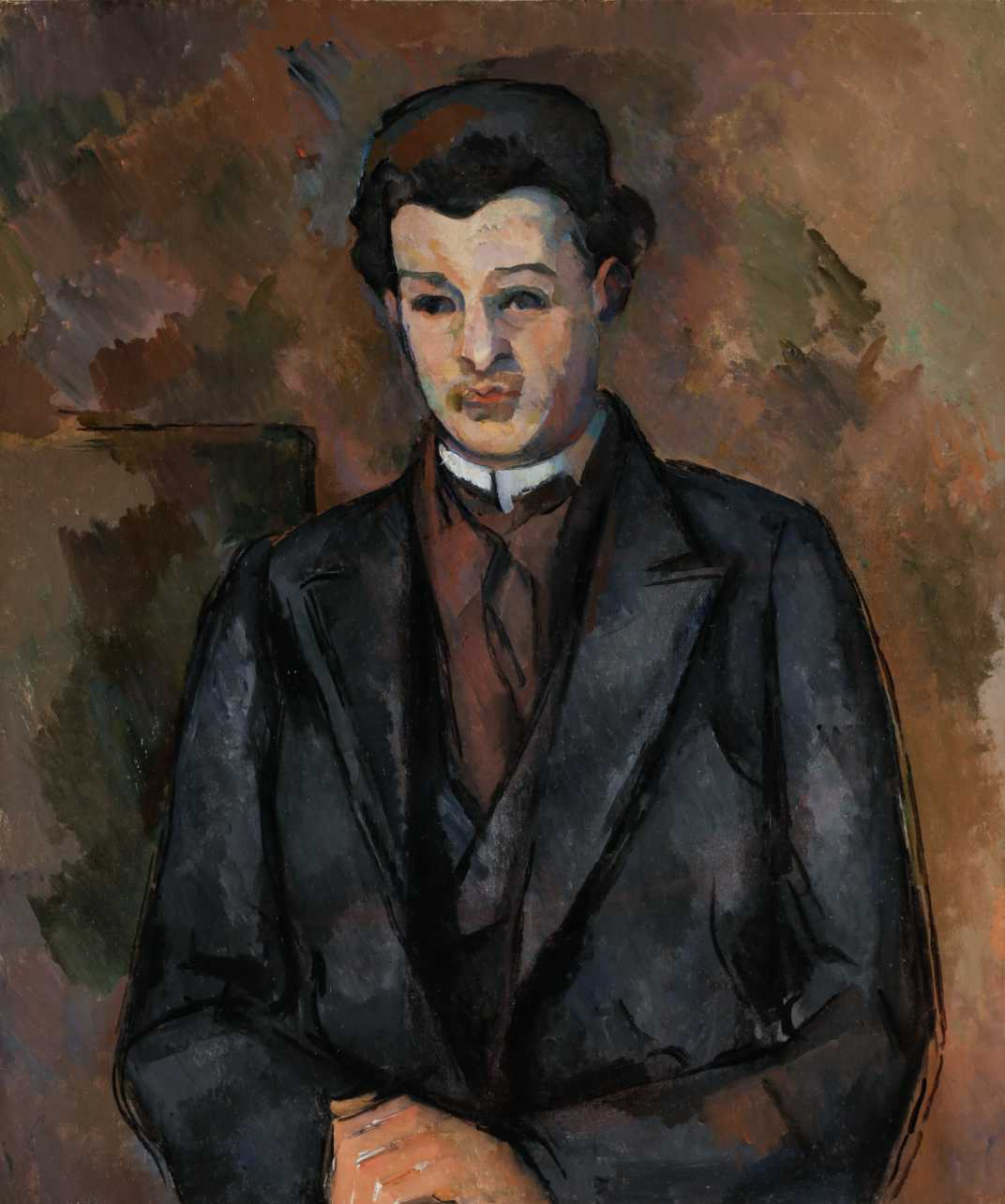
Paul Cézanne, Portrait du peintre Alfred Hauge, 1899 – Norton Museum of Art, West Palm Beach.
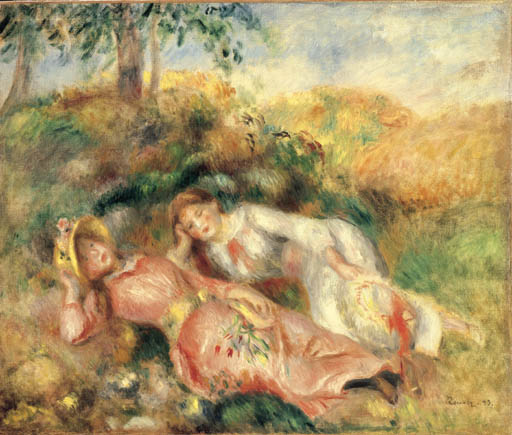
Auguste Renoir, Femmes allongées, 1893 – Collection privée.